# Pseudobracca biplagiata
Pseudobracca biplagiata är en fjärilsart som beskrevs av Semper 1901. Pseudobracca biplagiata ingår i släktet Pseudobracca och familjen mätare. Inga underarter finns listade i Catalogue of Life.